# Ивановское (Шашковская сельская администрация)
В том числе в Назаровском сельском поселении есть ещё одно Ивановское, но в Назаровской сельской администрации.
Ива́новское — деревня в Шашковской сельской администрации Назаровского сельского поселения Рыбинского района Ярославской области .
Деревня расположена на правом берегу реки Колокши. В долине реки Колокша это наиболее удалённый от Рыбинска населённый пункт. Выше по течению Колокши Рыбинский район заканчивается и начинается Тутаевский район. Просёлочная дорога в направлении на запад, по правому берегу Колокши связывает Ивановское с Шестовским, наиболее крупной и единственной обитаемой деревней в округе .
На 1 января 2007 года в деревне не числилось постоянных жителей . Почтовое отделение Шашково обслуживает деревню Ивановскую, число обслуживаемых домов в деревне не указывается.